# باربی (ایندیانا)
باربی (به انگلیسی: Barbee) یک منطقهٔ مسکونی در ایالات متحده آمریکا است که در شهرستان کسیوسکو، ایندیانا واقع شده‌است. باربی ۲۵۶ متر بالاتر از سطح دریا واقع شده‌است.